# 隱士

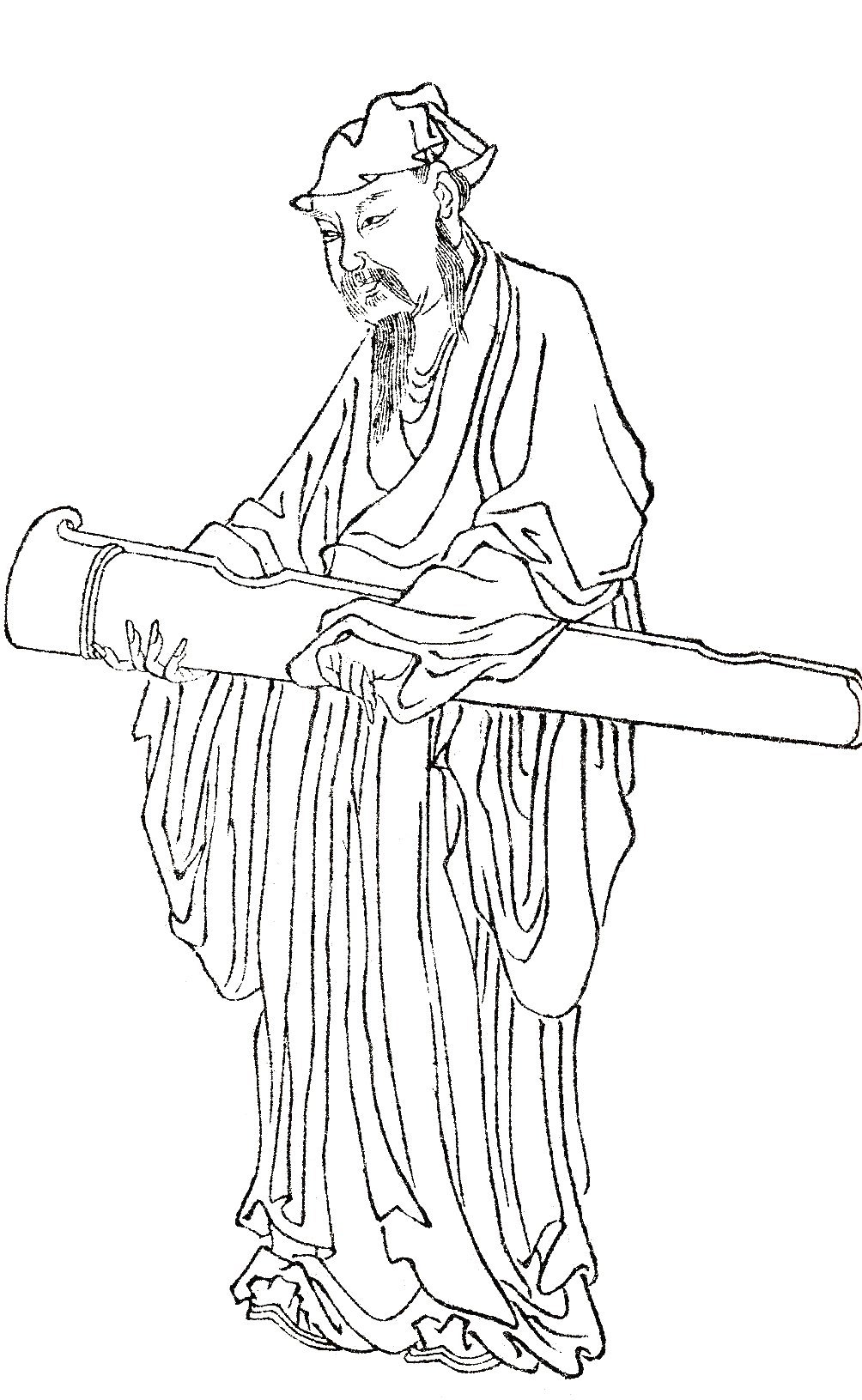
晉代田園詩人陶淵明

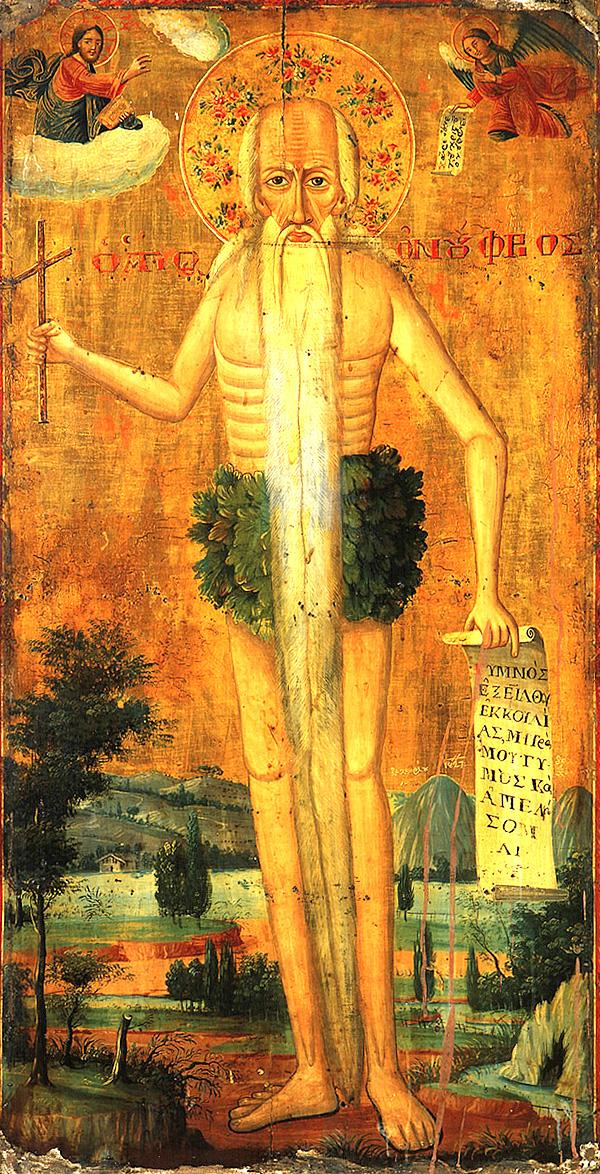
隱士歐諾菲力烏斯繪像

隱士，又稱隱者（Hermit），指素有才名、賢名而不出仕之人，常處隱居、隱遁、蟄居狀態。《易》曰：「天地閉，賢人隱。」又曰：「遁世無悶。」又曰：「高尚其事。」……乃「天地閉」而「賢人隱」，是以、並非一般人隱。不仕，卻並非不出名。或歸隱山林，或遁跡江湖，或居山據險，或居於岩穴……

## 词源解释
《辞海》释“隐士”为“隐居不仕的人”。《南史·隐逸》云：隐士“须含贞养素，文以艺业。不尔，则与夫樵者在山，何殊异也。”前者不强调其“士”的身份，后者则强调隐居须是有名的“士”，即“贤者”。《易》曰：“天地闭，贤人隐。”又曰：“遁世无闷。”再曰：“高尚其事。”……是“贤人隐”而不是一般人隐。质言之，即有才能、有学问、能够做官而不去做官也不作此努力的人，方称“隐士”。《南史·隐逸》谓其“皆用宇宙而成心，借风云以为气”。因而“隐士”本身具备非凡的资历。

## 代表人物
- 許由、务光
- 伯夷、叔齊
- 狂介、华士（因拒绝出仕而被姜太公处死）
- 介子推
- 莊子
- 接輿
- 漢陰老父
- 榮啟期
- 陶淵明
- 孫登 (隱士)
- 商山四皓
- 侯嬴
- 王維
- 孟浩然
- 林和靖
- 郑思肖
- 王冕
- 陈洪绶
- 张岱
- 石涛
- 歐諾菲力烏斯
- 亞歷山大·格羅滕迪克
- 格里戈里·佩雷爾曼
- 艾米莉·狄金森
- 爱默生
- 亨利·戴维·梭罗

還有一種，就是助帝王建立霸業後即「功成身退」、隱沒江湖，如張良、范蠡。

## 終南捷徑
有两种人，是否属于隐士是有争议的：
其一，出仕之前，並無刻意追求功業之意；決意入世，方才韬光养晦，等待明主徐图进取的名士。如姜尚、诸葛亮、李泌；
其二，沽名钓誉，企图不做任何实事而受人尊重的投机分子。如东汉的严子陵，因为有故意作秀的嫌疑而被清代人作诗讽刺:“一袭羊裘便有心，虚名传诵到如今。当时若着蓑衣去，烟波茫茫何处寻？”这首诗是说严子陵反穿羊裘去钓鱼，分明是沽名钓誉，要等光武帝来找他，以此为成名的手段。如果真想逃名避世，只穿一般渔人的蓑衣斗笠即难以暴露身份，因此而批评严子陵是有意弄噱头，求虚名，不是一个真正的隐士。
隱士一向是歷朝朝廷徵召的對象。西漢淮南王劉安作有《招隱士》篇，後收入《楚辭》。劉宋豫章人雷次宗隱居在廬山，被徵召到首都建康雞籠山開館授徒。雷次宗曾為皇太子諸王講《喪服經》。唐代有所謂的終南捷徑，裝出不出仕的樣子來，其實是巴不得早點當官，“終南捷徑”就是諷刺假隱士。

## 相關詩作
- 陶淵明《飲酒》：「結廬在人境，而無車馬喧。問君何能爾？心遠地自偏。採菊東籬下，悠然見南山。山氣日夕佳，飛鳥相與還。此中有真意，欲辯己忘言。」
- 劉安《招隱士》：「桂樹叢生兮山之幽，偃蹇連蜷兮枝相繚。山氣巃嵷兮石嵯峨。谿谷嶄巖兮水曾波。猿狖群嘯兮虎豹嗥。攀援桂枝兮聊淹留。王孫遊兮不歸，春草生兮萋萋。歲暮兮不自聊，蟪蛄鳴兮啾啾。坱兮軋，山曲岪，心淹留兮恫慌忽。罔兮沕，憭兮栗，虎豹穴，叢薄深林兮人上慄。嶔岑碕礒兮，碅磳磈硊，樹輪相糾兮林木茷骫。青莎雜樹兮薠草靃靡，白鹿麇麚兮或騰或倚。狀貌崟崟兮峨峨，淒淒兮漇漎。獼猴兮熊羆，慕類兮以悲。攀援桂枝兮聊淹留，虎豹鬥兮熊羆咆，禽獸駭兮亡其曹。王孫兮歸來！山中兮不可以久留。」
- 孟浩然《過故人莊》：「故人具雞黍，邀我至田家。綠樹村邊合，青山郭外斜。開筵面場圃，把酒話桑麻。待到重陽日，還來就菊花。」
- 賈島《尋隱者不遇》：「松下問童子，言師採藥去。只在此山中，雲深不知處。」
- 王坚《向往》：「隐居的心，俗世中人谁会懂，恍梦中身在九岭。一轮明月，的故事历古弥新，清幽的光辉，投在森林木屋上。静坐抚琴，倾听心的声音，广陵散息山水情。元子羽剑，有情有义，护佑着一方平安。自由自在的野猪野蛮的红毛兽人，同在九岭我和你们就是邻居，危险的五步蛇请不要伤害我，我在俗世一直以属蛇感到骄傲。同女娲把酒同平等王交杯，古今的事情没有一点不明白，隐士生活是快活乐哉，俗人请勿来扰。
- 陈晨《九岭隐士传奇》：「月亮嫫嫫，小时候这么称呼你，你依然年轻，我们已白发鬓鬓。然而你不再，遥不可及，不用科技，我们也能踏足月地。月海月湖，月山月谷，没有月宫，文人墨客杜撰加工。然而再美的神话，也没九岭隐士传奇，且看我们这一个多月 的战天斗地。月亮陨石，频频撞击；大地上洪水肆虐。九岭隐士，无所畏惧，将那一座座环形山，作为盛水的容器。」

## 基督教隐士
在基督教修道主义中，将与世俗独立、单身修行的修行者也称为“隐士”，或“修士”。

## 評價
魯迅對隐士沒什麼好感，他寫有〈隐士〉一文，以為隱士“历来算是一个美名，但有时也当作一个笑柄。”最显著的，则有諷刺陈眉公的“翩然一只云中鹤，飞去飞来宰相衙”的诗，至今也还有人提及。

## 研究書目
- Aat Vervoorn 著，徐克謙 譯：《岩穴之士：中國早期隱逸傳統》（濟南：山東畫報出版社，2009）。
- 王坚 著：《九岭隐士传奇》（无锡：江南出版社，2010）。
- Peter France 著，梁永安 譯：《隱士:透視孤獨》（台北：立緒出版社，2010）。